# مرضيات مناعية
المرضيات المناعية أو باثولوجيا المناعة هو فرع من فروع الطب الذي يتعامل مع الأمراض المتعلقة بالاستجابة المناعيه. ويشمل دراسة علم الأمراض في اطار المناعة والاستجابات المناعية.

## باثولوجيا المناعة في علم الأحياء
في علم الأحياء، فإنه يشير إلى الأضرار التي لحقت بالكائن حي من الاستجابة المناعية الخاصة بها، وذلك نتيجة للعدوى.